# Старая Матвеевка
Ста́рая Матве́евка (тат. Иске Матвеевка) — село в Мензелинском районе Татарстана. Административный центр Староматвеевского сельского поселения.

## География
Находится в восточной части Татарстана на расстоянии приблизительно 22 км на юг-юго-восток по прямой от районного центра города Мензелинск у реки Ик.

## История
Известно с 1735 года как татарская деревня Коза. В 1780-х годах местные земли купили помещики Можаровы и заселили русскими крестьянами. Упоминалось также как Козино и Троицкое (по церкви). Троицкая церковь была построена в 1804 году. В начале XX века было волостным центром.
По сведениям переписи 1897 года, в селе Матвеевка (Троицкое) Мензелинского уезда Уфимской губернии жили 1085 человек (517 мужчин и 568 женщин), из них 1058 мусульман.

## Население
Постоянных жителей было: в 1795 — 57, в 1811 — 86, в 1816—242 души муж. пола; в 1858—586, в 1870—995, в 1897—1085, в 1906—1175, в 1913—1290, в 1920—1465, в 1926—1279, в 1938—1311, в 1949—1249, в 1959—676, в 1970—657, в 1979—498, в 1989—353, в 2002—374 (русские 34 %, татары 66 %), 374 в 2010.